# Capnioneura narcèa
Capnioneura narcèa är en bäcksländeart som beskrevs av Vinçon och Sánchez-ortega 2002. Capnioneura narcèa ingår i släktet Capnioneura och familjen småbäcksländor. Inga underarter finns listade i Catalogue of Life.